# Meister Gerhard

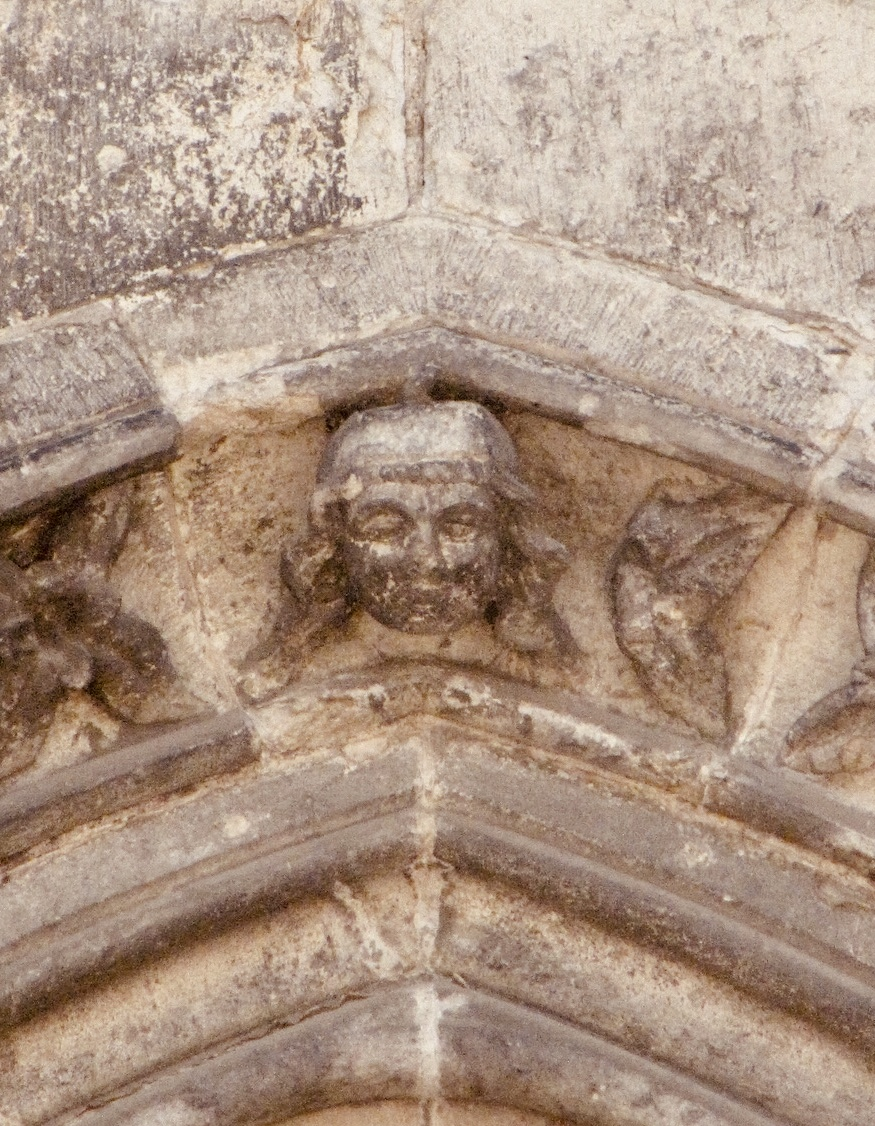
Meister Gerhard: Steinkopf über der Achskapelle gilt als Darstellung des Baumeisters

Meister Gerhard (* um 1210/1215; † 24. April vor 1271 in Köln; latinisiert als Magister Gerardus) war der erste Dombaumeister des Kölner Doms. Von Gerhard stammt der Grundrissplan des gotischen Kölner Domchors.

## Leben
Das Leben Gerhards ist fast ausschließlich durch sein Werk rekonstruierbar. Möglicherweise besuchte Gerhard in seinen Lehr- und Wanderjahren die Baustellen der Kathedralen von Troyes und der Sainte-Chapelle in Paris. Es wurde spekuliert, ob der Baumeister der Abteikirche von Saint-Denis, Pierre de Montereau, Doctor lathomodorum, Gerhards Lehrmeister gewesen sei. Auch zu Jean de Chelles, dem Leiter der Baustelle von Notre Dame in Paris, soll Gerhard in regem Kontakt gestanden haben. Er muss als Parlier oder Meister vermutlich auf einer rheinischen Bauhütte gearbeitet haben, bevor das Kölner Domkapitel ihn als Werkmeister (rector fabricae bzw. opifex) berief.
Am 25. März 1247 wurde der Neubau des Kölner Domes beschlossen, die Grundsteinlegung erfolgte am 15. August 1248. Erstmals wird Gerhard 1257 genannt, als das Domkapitel ihm, dem magistro gerardo lapicide rectori fabrice ipsius ecclesie, „wegen seiner Verdienste um diese Kirche“ Land bei seinem Hause in der Marzellenstraße als Erbpacht überließ, um darauf ein großes Steinhaus zu errichten.
Kurz nach 1248 heiratete er Gude, die Schwester des Kellermeisters des Domdechanten. Gerhard stürzte bei einem Kontrollgang an einem 24. April vor 1271 unter mysteriösen Umständen vom Gerüst des unfertigen Doms und verletzte sich tödlich. Meister Gerhard hinterließ drei Söhne: Wilhelm, Peter und Johann sowie eine Tochter Elisabeth, die alle den geistlichen Stand annahmen.

## Werk

### Planung Kölner Dom

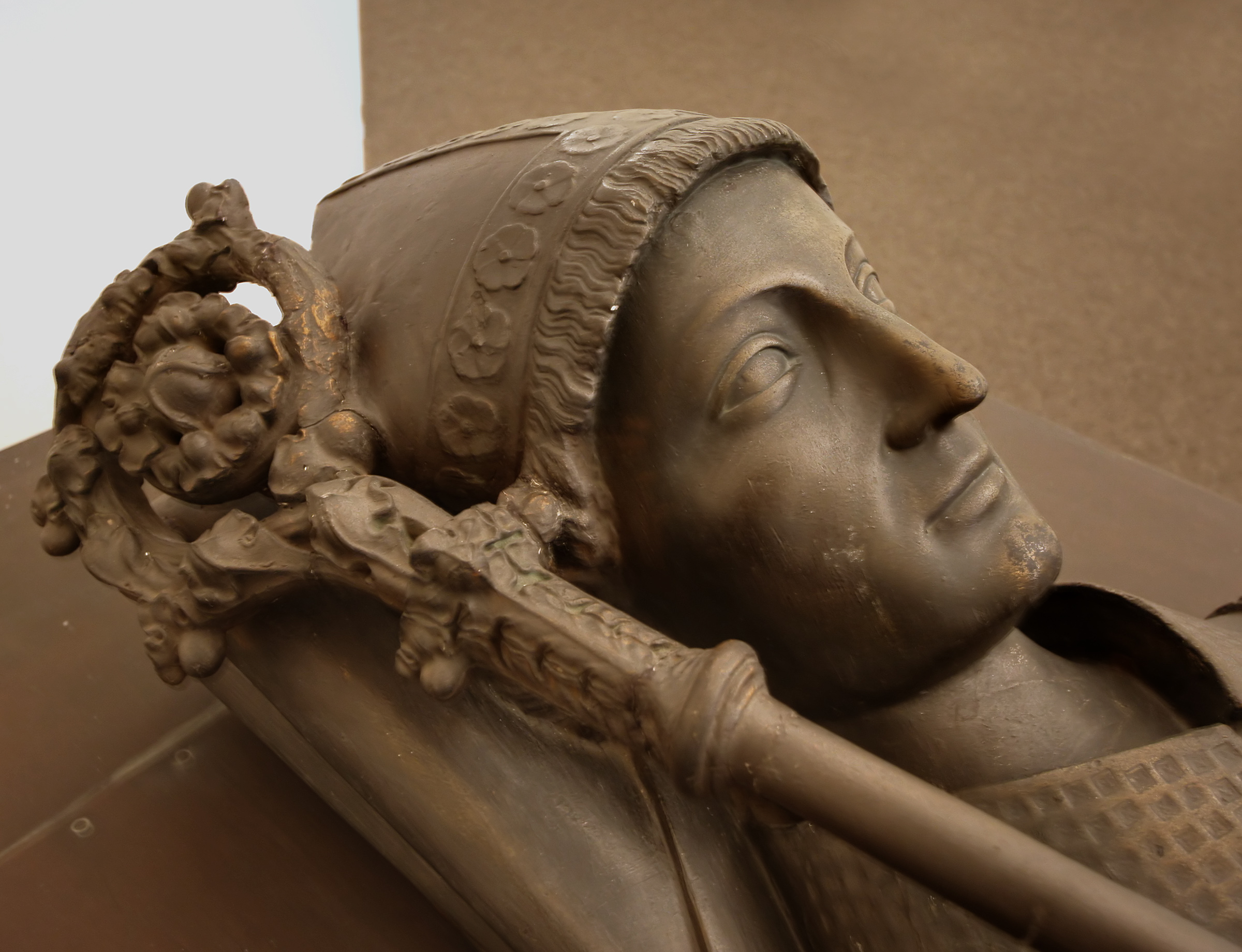
Erzbischof Konrad von Hochstaden: Förderer eines gotischen Neubaus

Seit der Zeit von Fürstbischof Engelbert I. von Köln (1216 bis 1225) wurde im verantwortlichen Domkapitel diskutiert, den im Ursprung karolingischen Hildebold-Dom durch einen Neubau zu ersetzen. Wegen der schwierigen politischen Phase Kurkölns nach dem gewaltsamen Tod Engelberts im Jahre 1225 verzögerte sich der Beginn des Projektes allerdings bis in die 1240er Jahre. Der Beschluss zum Neubau war bereits getroffen, als sich das Domkapitel 1247 auch über die Finanzierung einig wurde. Meister Gerhard wird Mitte der 1240er Jahre zum Baumeisters bestellt worden sein, da die Vorbereitung eines großen Bauprojektes mehr als drei Jahre in Anspruch nahm. Heute wird angenommen, dass Gerhard aus einer lokalen Kölner Bauhütte berufen wurde, weil er im Gegensatz zur französischen Baupraxis nach spätromanischen Methoden arbeitete. Die Mitglieder des Domkapitels waren auf den gotischen Kathedralbau in Nordfrankreich aufmerksam geworden, vermutlich weil Paris als beliebtester Studienort der zahlreichen Kölner Theologen und Stadtadeligen persönlich bekannt war. Durch den Ehrgeiz des seit 1238 amtierenden Erzbischofs Konrad von Hochstaden nachdrücklich befördert, setzte sich im Domkapitel die Vorstellung durch, den Dom im damals modernsten Baustil der Gotik nach nordfranzösischem Vorbild zu bauen und mit der spätromanischen Bautradition Kölns zu brechen.
Das Domkapitel richtete eine eigene Verwaltung ein, die das Bauvorhaben betreute. Sie wurde anfangs fabrica nova genannt, weil sie ausschließlich für den Neubau und nicht für den Unterhalt des alten Doms zuständig war. Die mittelalterliche Dombauverwaltung wurde von zwei Domherren geleitet, für die sich der Begriff procurator oder provisor fabricae durchsetzte. Ihre wichtigste Aufgabe bestand darin, die Gelder für das Bauvorhaben zu beschaffen und zu verwalten. Um 1260 hieß einer dieser Domherren Gerhard von Rile, dessen Vornamensgleichheit zur Verwechslung mit dem Dombaumeister geführt hat. Tatsächlich aber war es die vornehmste Aufgabe der Provisoren, einen Werkmeister auszuwählen und zum Dombaumeister zu berufen. Nachdem die Wahl auf Meister Gerhard gefallen war, war es an ihm, die Arbeiten auf der Baustelle zu organisieren und zu überwachen. Dazu gehörte auch, die mehr als hundert Arbeiter anzuwerben, die Steinbrüche auszuwählen, von denen die Werksteine bezogen wurden, und die Logistik des Schiffstransportes zu planen. Die Verhandlungen, unter welchen Konditionen die ausgewählten Steinbrüche am Drachenfels genutzt werden konnten, werden die Provisoren für das Domkapitel geführt haben.
Im Zuge seiner Bauvorbereitungen besuchte Meister Gerhard vermutlich die Baustellen der französischen Kathedralen. Er hat als Inspiration erkennbar die Gesamtdisposition von Notre-Dame in Paris, den Chorbau der Kathedrale von Amiens, die Wandgliederung der Kathedrale von Saint-Denis und die Bauornamentik der Sainte-Chapelle in Paris genutzt. Diese hat er zu einem einheitlichen Gesamtplan zusammengefasst und dabei versucht, eine Synthese aus den aktuellsten französischen Bauideen zu schaffen. Die Idee, einen Kapellenkranz erstmals in einem streng geometrischen Aufriss zu planen, bei dem die 7 Radialkapellen Teile eines regelmäßigen Zwölfecks sind, war seine entscheidende Leistung. Er gab dem Hochchor einen parabelförmigen Grundriss, um einen sanften Chorschluss zu erreichen. Man kann vermuten, dass Gerhard seinen Gesamtentwurf dem Domkapitel selbst und mit persönlicher Begeisterung vorgestellt hat. Dabei erwies er sich „als begeisterter Anhänger der Hochgotik, [der] Möglichkeiten aufzeigte, durch konsequente Anwendung der Prinzipien des neuen Baustiles die bisher gebauten Kathedralen zu übertreffen, ihre Idee gleichsam zu vollenden.“ Vermutlich haben sowohl der Erzbischof als auch Vertreter des Domkapitels den weiteren Baufortschritt verfolgt und dabei Einfluss auf die Baugestaltung genommen, wenn Fragen der repräsentativen Wirkung und der theologisch-künstlerischen Ikonographie sie berührten.

### Dom-Fundament

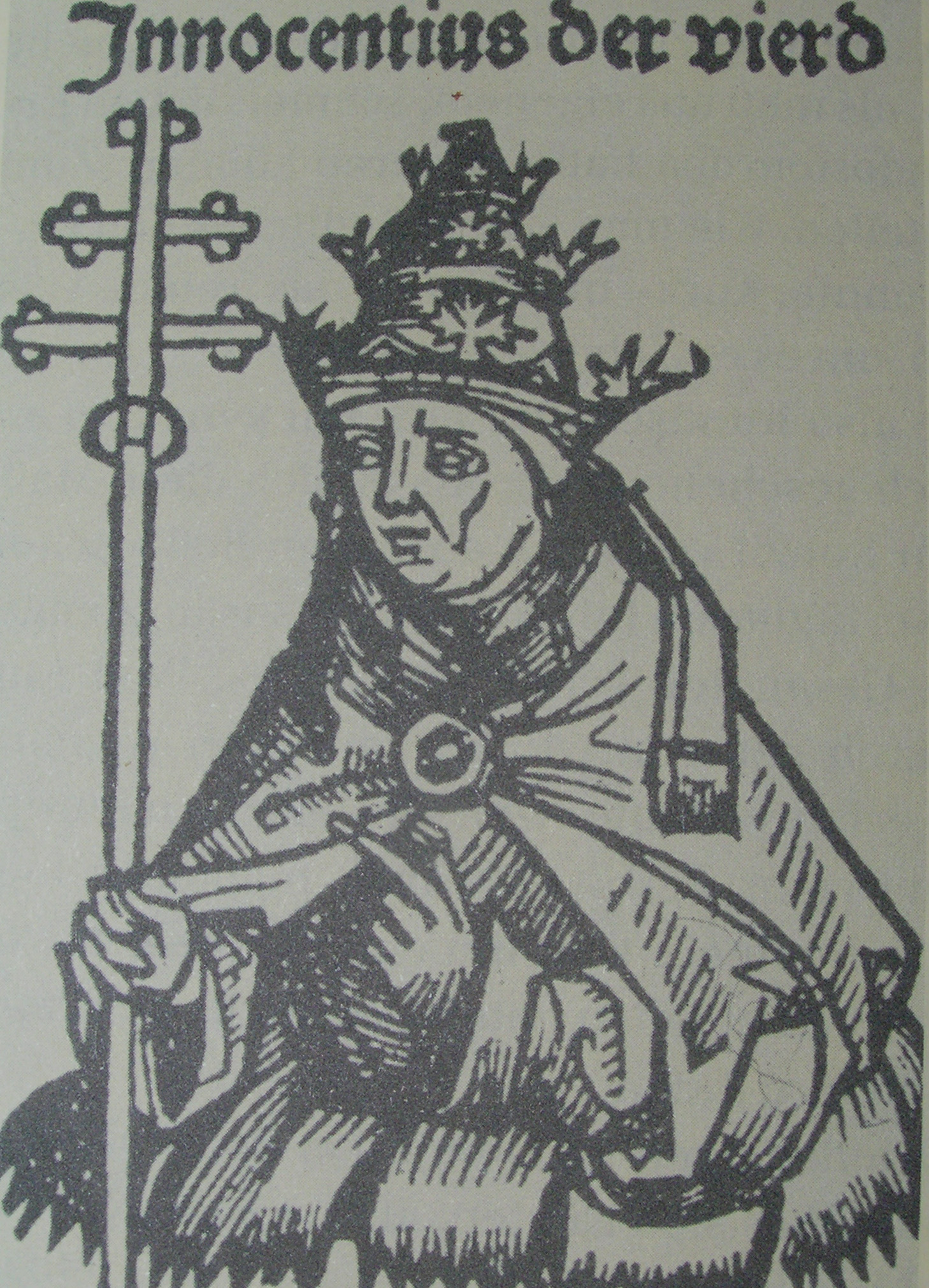
Papst Innozenz IV.: Erster Ablass zur Domfinanzierung

Die Bauarbeiten hatten lange begonnen, bevor der Grundstein im August 1248 feierlich gelegt wurde. Im Mittelalter war es üblich, für das Fundament einen tiefen Graben auszuheben, der nicht wesentlich breiter war als die zu errichtenden Grundmauern. Dieser Graben wurde in vielen Fällen um den Chor der bestehenden älteren Kirche herum gelegt, so dass diese weiter vollständig genutzt werden konnte. Im April 1248 waren die vorbereitenden Arbeiten so weit gediehen, dass Gerhard den östlichen Teil des Hildebold-Doms abreißen ließ. Dazu wurden die Holzbalken angezündet, die in der Baugrube das alte Gemäuer stützten. Das Feuer griff dann allerdings auf den gesamten Hildebold-Dom über, der fast vollständig ausbrannte. Nur der Dreikönigenschrein, der bereits in die Nähe der Tür gerückt worden war, um ihn vor dem beabsichtigten Einsturz zu schützen, konnte aus dem Rauch gerettet werden; die übrige Ausstattung, darunter zwei goldene Kronleuchter und vermutlich auch die originale, aus Mailand stammende Mailänder Madonna, verbrannten. Bereits vier Wochen später, am 21. Mai, gewährte Papst Innozenz IV. allen Gläubigen einen Ablass von einem Jahr und 40 Tagen, die den Neubau des Domes unterstützten.
Das Missgeschick zwang den Baumeister dazu, den Ostteil des Alten Domes umgehend abzuräumen, den Westteil mit einer provisorischen Abschlusswand zu schließen und den Hildebold-Dom wieder zur Nutzung herzurichten. Allerdings hatte Gerhard dadurch ein freies Baufeld bekommen, um zügig die Fundamente des gotischen Domes zu legen. Er ließ die Baugrube etwa 9 Meter tief ausheben, so dass das Fundament auf der statisch stabilen Kiesschicht errichtet werden konnte. Bis August war die Baugrube für die künftige Achskapelle soweit gegraben, dass ein erstes Teilstück des Fundaments sorgfältig aufgemauert werden konnte. An dieser Stelle legte Erzbischof Konrad von Hochstaden an Mariä Himmelfahrt 1248 feierlich den Grundstein für den Neubau.
Unter der energischen Bauleitung von Meister Gerhard schritten die Bauarbeiten schnell voran. Um die Fundamente zu errichten, ließ Gerhard Basaltblöcke aus dem Steinbruch bei Unkel mit Lastkähnen über den Rhein heranbringen; etwa 9 Kähne pro Woche lieferten bis zu 450 Steine, die über die Trankgasse und über eine Rampe in der Höhe der heutigen Sakristei auf die Baustelle transportiert und dort vorwiegend von Hilfsarbeitern in die Baugruben geschichtet wurden. Als das erste Teilstück des Fundaments unter dem Kapellenkranz um 1250 fertiggestellt war, ließ Gerhard umgehend mit dem aufgehenden Mauerwerk beginnen. Die Arbeit an den Fundamenten für die anderen Bauabschnitte des Chors dauerte noch Jahre an. Erst 1257 wurden als letzte die Fundamente für die östlichen Pfeiler des Querhauses gelegt. Gerhard ließ die Zwischenräume zwischen den Fundamenten verfüllen und schuf ein Fußbodenniveau, das etwa zwei Meter über dem des alten Domes lag.

### Kapellenkranz

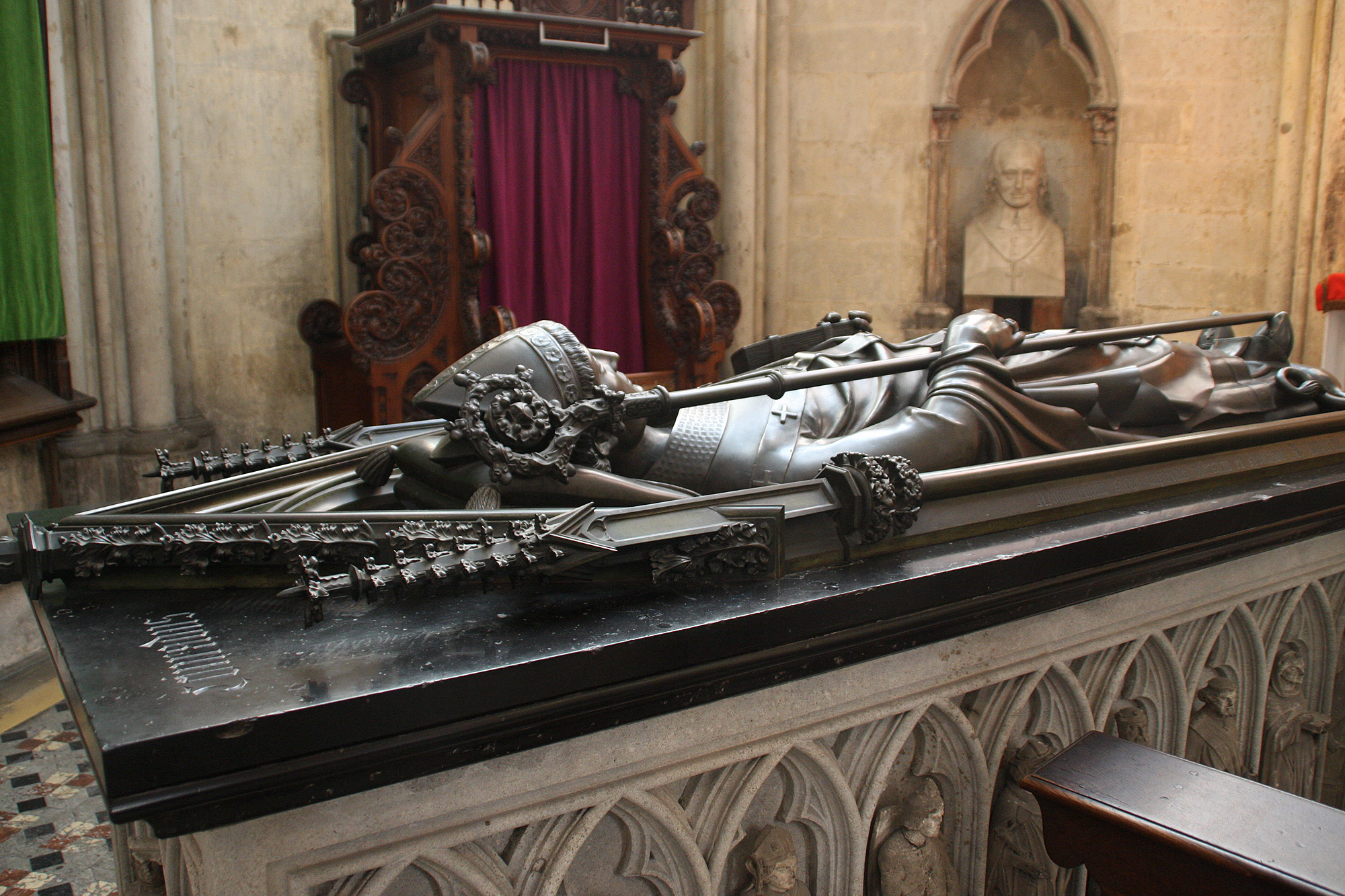
Konrad von Hochstaden: Letzte Ruhe in der Achskapelle

Um 1250 begann der Baumeister, das aufgehende Mauerwerk des Kapellenkranzes zu errichten. Dazu ließ er Trachyt vom Drachenfels heranbringen, der auf der Baustelle besonders sparsam verwendet wurde. Gerhard ließ schmale Außenschalen – mit teilweise nur 15 Zentimetern Dicke – aus Trachyt aufmauern und dazwischen einen Mauerkern aus Tuff und Kalkstein legen. Diese Versatztechnik gilt als spätromanisch und war zur Zeit des Dombaus auf den modernsten französischen Baustellen (wie beispielsweise bei der Kathedrale von Amiens) schon durch eine rationellere Arbeitsmethode abgelöst worden. Während die Kölner Steinmetze noch relativ unregelmäßige Steinquader aufmauerten, wurden in Nordfrankreich schon Steinblöcke in genormter Größe annähernd seriell gestapelt. Diese Erfindung einer effektiveren Baumethode war Meister Gerhard aber offenbar nicht geläufig.
Gerhard hatte die Arbeit so organisiert, dass gleichzeitig zwei Versetzerkolonnen mit 3 bis 4 Steinmetzen tätig sein konnten. Im Steinbruch waren 3 bis 4 Steinbrecher und 3 Rohbossierer tätig, die die Werksteine bereits in eine möglichst passende Form brachten, um Transportgewicht zu sparen. Drei bis vier Schiffe transportieren den Trachyt vom Drachenfels nach Köln zur Baustelle. Dort arbeiteten 9 bis 12 Steinmetze, um die Steinquader für das Versetzen vorzubereiten. Insgesamt überwachte Gerhard mit seinen beiden Polieren eine Baustelle, auf der etwa 80 qualifizierte Handwerker und eine große Anzahl von ungelernten Hilfskräften tätig waren.
Baustilistisch bewegte sich der Baumeister auf der Höhe der Zeit. Die Außengestaltung des Kölner Kapellenkranzes ist erkennbar von der Sainte-Chapelle in Paris beeinflusst; das Fenstermaßwerk eindeutig von ihr vorgeprägt. Bei der Gestaltung des Innenraumes hat Gerhard die gelungensten Beispiele der Ile-de-France-Architektur zu einer Synthese verschmolzen, die heute als „vollkommene Kathedrale“ gilt. Die Proportionen des Kapellenkranzes aus Amiens sind in die vollendete geometrische Form eines regelmäßigen Zwölfecks gezirkelt, die Pfeilerformen vereinheitlicht und die Kapitelle in ihren Höhen harmonisiert. Auch die Apostelfiguren an den Chorpfeilern hat Gerhard schon vorgesehen und für sie entsprechende Podeste und Baldachine fest in die Pfeiler eingebunden. Insgesamt schuf er so die Voraussetzung, dass sein Nachfolger Wände im Hochchor gestalten konnte, die das als Vorbild geltende Glashaus aus St. Denis nochmals übertrafen.
Um 1260 begann Gerhard damit, die Achskapelle einzuwölben und unmittelbar danach ließ er dort auch das Ältere Bibelfenster einsetzen, das mit seinem Zackenstil noch der spätromanischen Ästhetik verhaftet ist. In den Jahren darauf wurden die weiteren Radialkapellen eingewölbt und der Kapellenkranz zum Hochchor hin, der noch weitere 30 Jahre Baustelle blieb, mit provisorischen Trennwänden geschlossen, so dass der Chorumgang ab etwa 1265 liturgisch genutzt werden konnte. Das Domkapitel ließ ihn umgehend als Grablege herrichten, die als prominentestes Grab das des 1261 verstorbene Konrad von Hochstaden erhielt, der in einer Tumba in der Achskapelle beigesetzt wurde. Sein Grabmal hat der Erzbischof vermutlich noch zu Lebzeiten beauftragt. So war es an Gerhard, den Guss der bronzenen Liegefigur in der Dombauhütte zu überwachen. Die Grabplatte zeigt den Erzbischof als jungen Mann in vollem bischöflichen Ornat. Es ist eine der qualitätsvollsten Bronzearbeiten des 13. Jahrhunderts und das älteste Ausstattungsstück für den gotischen Dom.
Wir wissen nicht genau, wie lange der Baumeister den Erzbischof überlebte, für den er so lange gearbeitet hatte. An einem 24. April stürzte Gerhard von einem Baugerüst und verletzte sich tödlich. Der Unfall galt als so mysteriös, dass er Anlass für einige Domsagen wurde. 1271 war sein Nachfolger, Meister Arnold, bereits im Amt. Vermutlich hat er in der Achskapelle im Scheitel des Fensters den kleinen Kopf anbringen lassen, den wir heute für ein Porträt von Gerhard halten.

### Weitere Bauwerke
Spätestens durch die Arbeit am Dom wurde Gerhard zu einem bekannten Werkmeister, so dass er zusätzlich an anderen Bauprojekten mitwirkte. Sein Einfluss lässt sich im Bau der Abteikirche Altenberg nachweisen, zu der Graf Adolf IV. von Berg 1255 den Grundstein legte. 1256 gestaltete Meister Gerhard auch den gotischen Chor des Mönchengladbacher Münsters, das 1275 durch Albertus Magnus eingeweiht wurde.

## Spekulationen über die Herkunft

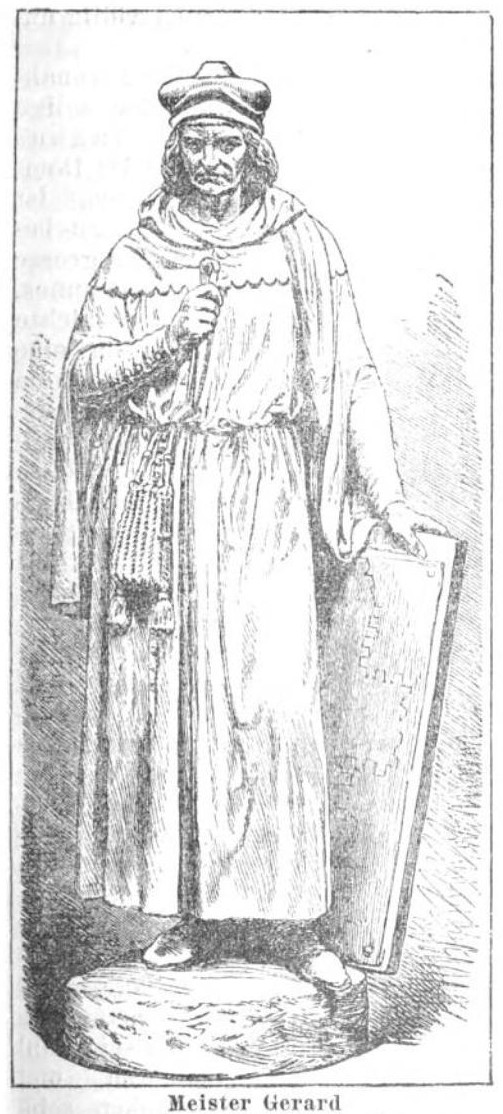
Phantasiedarstellung: Meister Gerhard in der Vorstellung des 19. Jahrhunderts

Meister Gerhard ist lange Zeit mit dem Domkanoniker Gerhard von Rile verwechselt worden, der 1264 als Provisor oder Baudirektor (rector fabricae) genannt wird. Die Rolle eines Provisors wurde in der Kölner mittelalterlichen Bauhütten in der Regel von zwei Geistlichen übernommen, die die Baumaßnahme für den kirchlichen Bauherrn koordinierten und auch für die Verwaltung der Finanzen zuständig waren. Es „ist aber sicher unzutreffend,“ dass Meister Gerhard mit dem Kanoniker Gerhard von Rile identisch war.
Die fälschliche Identifikation des Baumeisters mit dem Domkanoniker hat zu zahlreichen Untersuchungen über die Herkunft des Gerhard von Rile geführt. Da es im heutigen Moselort Reil im Mittelalter ein Adelsgeschlecht „von Ryle“ gab, gab es Vermutungen, dass Gerhard aus diesem Geschlecht gestammt haben könnte. Außerhalb von Köln lebten zudem seit 1173 die Schillinge de Ryle (Rile), die Ministeriale des Erzbischofs waren. Diese Schillinge de Ryle besaßen in der Marzellenstraße ein Stadthaus mit Bauernhof, von dem es eine alte Zeichnung geben soll. Nebenan soll Gerhard einen Weinberg in dem Bereich, für den die für de Ryle zuständige Stiftskirche St. Kunibert seelsorgerisch verantwortlich war, erhalten haben. Schließlich wurde spekuliert, Gerhard sei Sohn des Bierbrauers Gottschalk aus Riehl gewesen, einem nördlich des mittelalterlichen Köln gelegenen Ortes.

## Nachwirken

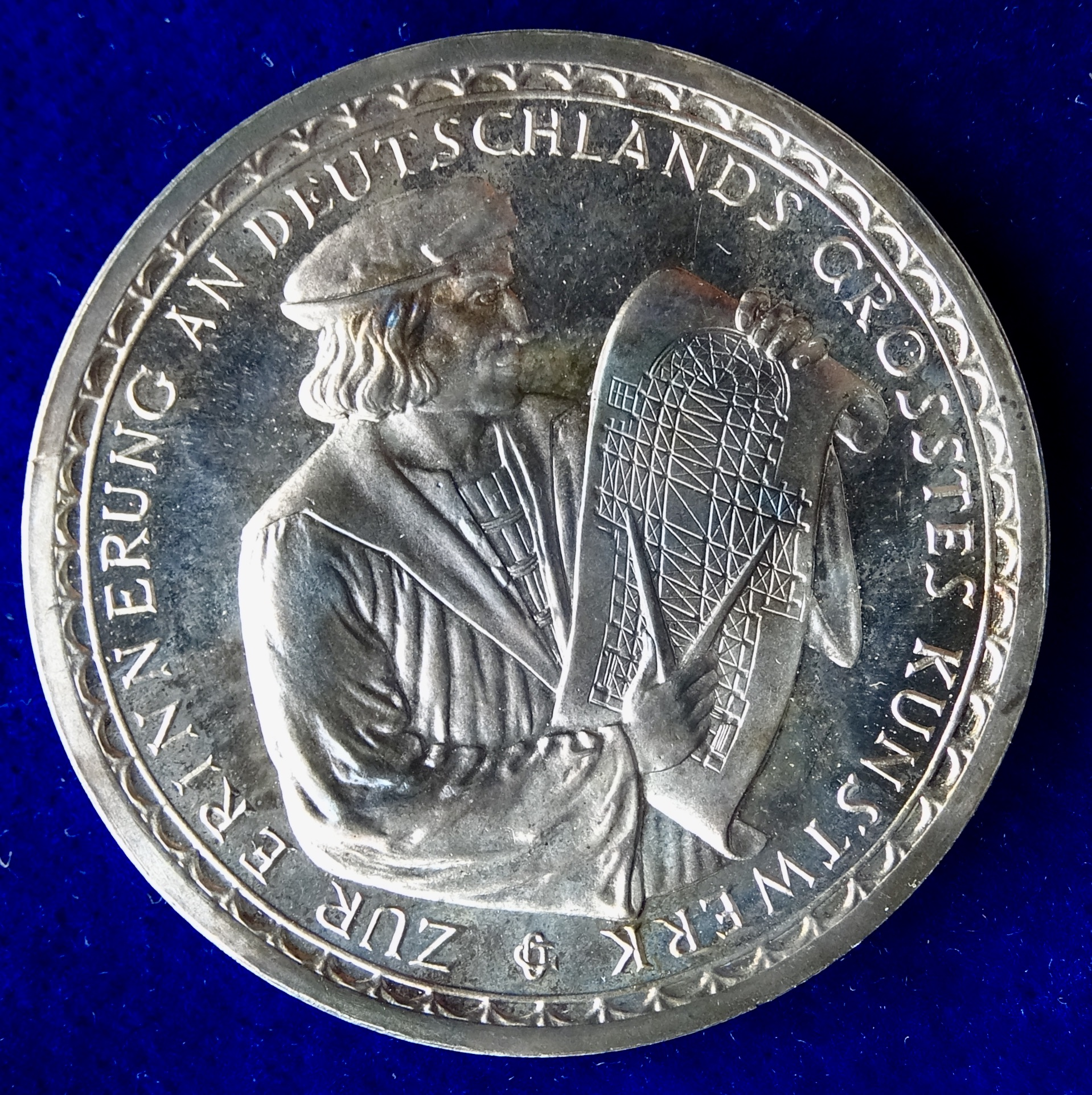
Meister Gerhard auf einer Medaille von 1928 zur 680-Jahr-Feier des Baubeginns zum Kölner Dom

Im 19. Jahrhundert wurde Gerhard als der „große Meister“ gewürdigt, „in dessen Kopf der Plan zu dem Wunderbau“ entstanden sei. Gleichzeitig wurde ihm ein Gesamtplan des Domes zugeschrieben, der für alle folgenden Baumeistergenerationen verbindlich geblieben sei. Damit wurde Gerhard zu einem Schöpfer einer Gotischen Deutschen Baukunst, der konsequenterweise auch eine Gedenktafel in der Walhalla in Donaustauf erhielt. Dieses heroische Bild Gerhards hat sich bis heute deutlich gewandelt, wobei ihm noch immer die besondere Leistung zuerkannt wird, aus den Werken der nordfranzösischen Gotik die Inspirationen so rekombiniert zu haben, dass daraus im Kölner Domchor die „vollkommene Kathedrale“ sichtbar wurde.
Die planerische Begabung Gerhards, sein Wagemut ein so großes Gebäude zu beginnen und sein mysteriöser Unfalltod sind auf phantasievolle Weise im Mittelalter zu verschiedenen Domsagen verschlungen worden. In der Version von Ludwig Bechstein ließ sich der Baumeister vom Teufel zu einer Wette überreden, dass dieser eine Wasserleitung von Trier bis Köln bauen könne, bevor der Dom fertig werde. Als Gerhard entdecken musste, dass er die Wette verloren habe, habe er sich vom Baugerüst gestürzt; die Baupläne seien verbrannt. Eine andere Sage berichtet, der Baumeister habe sich durch eine kluge List seiner Frau zwar aus der Teufelswette erretten können. Danach aber sei das Bauwerk ein Torso geblieben. An einem Pfeiler des Chores haben Steinmetze einen Wasserspeier gestaltet, der als Darstellung der Sage interpretiert wird.
Annette von Droste-Hülshoff widmete Meister Gerhard ihr „Notturno“ Meister Gerhard von Köln von 1841. Als literarische Vorlage hat Gerhard auch im 20. Jahrhundert gedient. In seinem Kriminalroman Tod und Teufel lässt Frank Schätzing Meister Gerhard zum ersten Opfer eines historischen Komplotts der Kölner Patrizier gegen den Kölner Erzbischof Konrad von Hochstaden werden.